# Annobodillo coecus
Annobodillo coecus är en kräftdjursart som beskrevs av Helmut Schmalfuss och Franco Ferrara 1983. Annobodillo coecus ingår i släktet Annobodillo och familjen Armadillidae. Inga underarter finns listade i Catalogue of Life.